# Methanocaldococcus
Genre
Espèces de rang inférieur
- Methanocaldococcus fervens
- Methanocaldococcus indicus
- Methanocaldococcus infernus
- Methanocaldococcus jannaschii
- Methanocaldococcus villosus
- Methanocaldococcus vulcanius

Methanocaldococcus est un genre d'archées méthanogènes thermophiles de la famille des Methanocaldococcaceae. 